# Teckenvidd
Teckenvidd är ett mått på hur vitt eller utsträckt ett teckensnitt är: om teckensnittet är smal, normal eller bred. Teckenvidd är en av de aspekter som ingår i klassificeringen av snittvarianter.